# Stockschraube

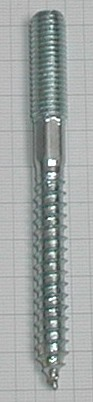
Stockschraube
(M 8)

Eine Stockschraube ist eine Befestigungsschraube, die an einem Ende ein selbstschneidendes Gewinde für Holz bzw. Dübel besitzt und an dem anderen ein Regelgewinde (z. B. ein metrisches ISO-Gewinde). Sie kann z. B. verwendet werden, um einen Gegenstand mit einer Mutter an Holz, Mauerwerk, Naturstein oder Beton zu befestigen. 
Zum Beispiel werden keramische Waschbecken im Bad mit 10 mm Stockschrauben in Mauerwerk, Beton und massivem Holz befestigt.
Stockschrauben können die Montage von unhandlichen Gegenständen erleichtern, da diese nach dem Aufschieben auf die vormontierte Stockschraube bereits seitlich fixiert und mit dem Aufschrauben einer Mutter fertig montiert sind. 
Die Demontage und Wiedermontage ist einfach über das kurze metrische Gewinde möglich, ohne dass die schwergängige Holz- oder Dübelverschraubung gelöst werden braucht.
Stockschrauben mit einem Bund am Maschinengewinde werden als Ansatzschrauben bezeichnet.
Viele Stockschrauben haben zwischen den Gewinden eine Schlüsselfläche bzw. einen Sechskant, um sie mit einem Maulschlüssel auch gegen Widerstand einzudrehen. Bei manchen Versionen sitzen der Sechskant oder alternativ ein Inbus- oder Torxantrieb (wie bei einem Gewindestift) am äußeren Ende des Maschinengewindes. Stockschrauben können auch mit Hilfe gekonterter Muttern eingedreht werden.